# Ticket t+

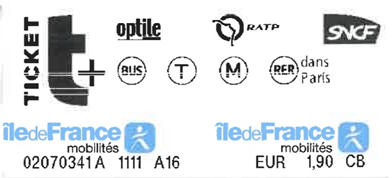
Ticket t+

Ticket t+ (česky: jízdenka t+) byla základní nejjednodušší jízdenka městské hromadné dopravy v Paříži i celém regionu Île-de-France. Vznikla rozhodnutím svazu STIF a od 1. července 2008 nahradila starší jízdenku Ticket t. Ticket t+ na rozdíl od předchozí jízdenky umožňovala přestup mezi jednotlivými autobusovými a tramvajovými linkami. Byl to rovněž oficiální název pro jízdenku pařížského metra. V lednu 2024 stál 2,15 eura (při koupi u řidiče autobusu nebo pomocí SMS 2,50 eura).

## Historie

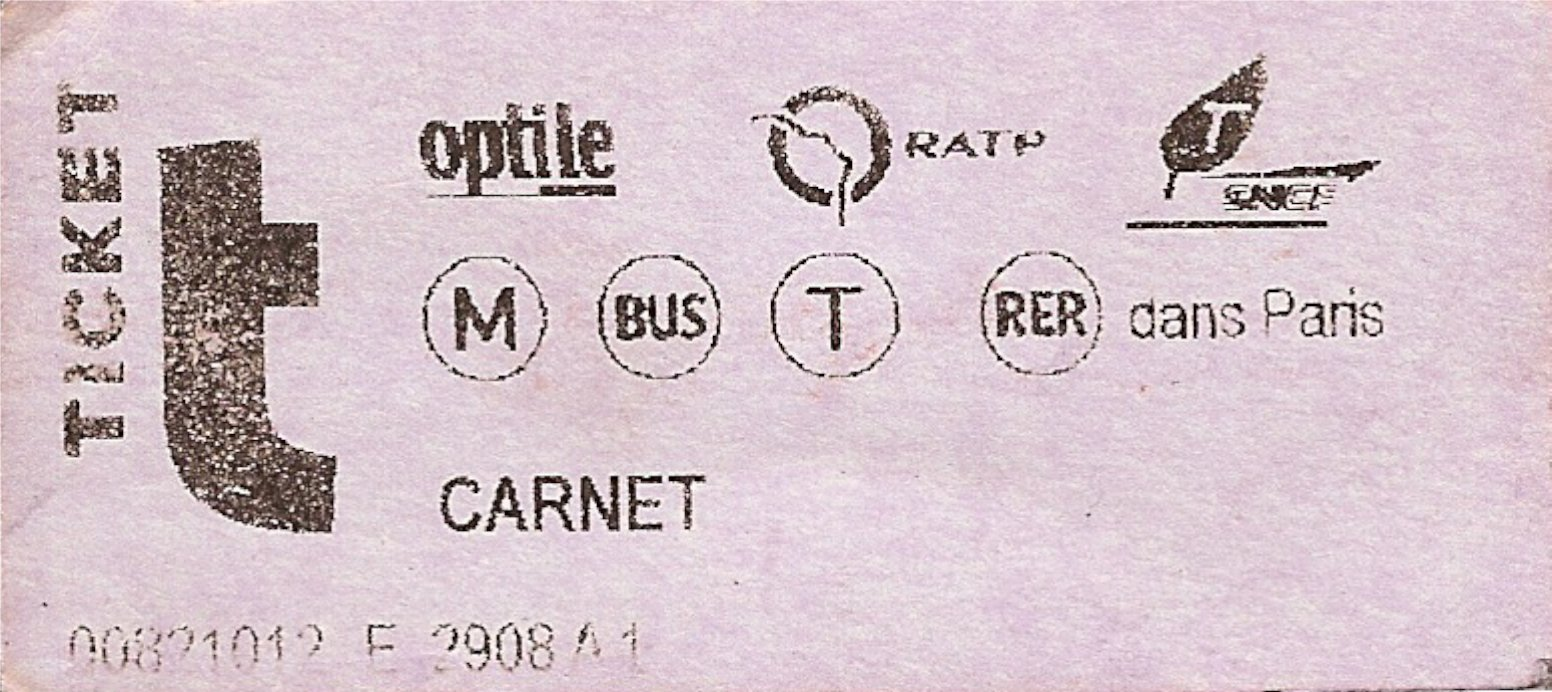
Ticket t (2006)

Předchůdcem jízdenky byl ticket t, který se začal prodávat od 1. ledna 2003 pod hlavičkou svazu STIF a používali jej všichni dopravci organizovaní ve svazu. Umožňoval cestovat autobusem, metrem nebo RER (v případě RER ovšem pouze na území Paříže) s případnými přestupy mezi drážními spoji po dobu dvou hodin. Naopak neumožňoval přestup mezi dvěma autobusy nebo mezi autobusem a železničním spojem (tramvaj, metro nebo RER). Jízdenka rovněž platila v autobusech dopravců sdružených ve svazu Optile.

## Užití
Ticket t+ umožňoval používat autobus, metro nebo RER jako jeho předchůdce, navíc s ním bylo možné přestupovat mezi tramvají a autobusem - jeho platnost byla 90 minut. Přestup mezi povrchovou (autobusy a tramvaje) a podpovrchovou dopravou (metro a RER) však i nadále nebyl možný, stejně tak nebylo možné přestupovat mezi metrem a lanovkou na Montmartre. Rovněž neplatil na linkách se zvláštním tarifem (Roissybus, Orlybus). Ticket t+ platil v síti autobusových dopravců Optile.
Noční autobusová síť Noctilien byla dostupná jízdenkou pouze v rámci jedné zóny. Pokud cestující projížděl více pásmy v jedné lince, musel si pro každé označit jednu jízdenku. Přestup mezi nočními linkami na jednu jízdenku však možný nebyl a pro každý přestup bylo nutné zakoupit novou jízdenku.